# 조아서 구독중
《조아서 구독중》은 투니버스에서 제작한 대한민국의 웹드라마이다.

## 줄거리
다중 채널 네트워크 크리에이터 회사인 '모래컴퍼니'를 배경으로 펼쳐지는 10대 크리에이터들의 좌충우돌 아찔,달달 일상기를 그린 웹드라마이다.

## 출연
- 윤혜림 - 조아서 역
- 리원 - 김리아 역
- 나희선 - 도티 역
- 문익 - 서준 역
- 재찬 - 강헌 역
- 채연 - 퀸헤라 역

## 방영 목록
| 회차 | 제목                                        | 방송 날짜 (투니버스) |
| ---- | ------------------------------------------- | -------------------- |
| 1회  | 조아서, 모래컴퍼니에 들어가다?!             | 2019년 8월 9일       |
| 2회  | 90만 댄스 크리에이터의 숨겨진 비밀?         | 2019년 8월 16일      |
| 3회  | 베프가 나보다 잘 나가서 질투나요!           | 2019년 8월 23일      |
| 4회  | 마카롱을 망가트린 범인이 나라고?!           | 2019년 8월 30일      |
| 5회  | 전 여친이 댓글을 달았다                     | 2019년 9월 6일       |
| 6회  | 내 절친을 따라하는 나쁜×                    | 2019년 9월 20일      |
| 7회  | 네가 나를 따라했던 이유                     | 2019년 9월 27일      |
| 8회  | 넘사벽 라이벌이 등장했다                    | 2019년 10월 4일      |
| 9회  | 선배 뒷담화를 들켰을 때                     | 2019년 10월 11일     |
| 10회 | 200만 크리에이터의 두 얼굴                  | 2019년 10월 18일     |
| 11회 | 내 악플을 다는 사람이 있다?!                | 2019년 10월 25일     |
| 12회 | 중요한 라이브 방송을 망쳤다?!               | 2019년 11월 1일      |
| 13회 | 느려도 천천히, 나다운 크리에이터가 될 거야! | 2019년 11월 8일      |
| 14회 | 쭌비트가 불법촬영을 당했다?!                | 2019년 11월 15일     |

## 같이 보기
- 조아서 먹방중